# Jacob Heinl
Jacob Heinl (* 3. Oktober 1986 in Hamburg) ist ein ehemaliger deutscher Handballspieler. Er spielte auf der Position eines Kreisläufers.

## Karriere
Heinl spielte ab 1994, damals noch in der E-Jugend, für die SG Flensburg-Handewitt. Im September 2007 erhielt er einen bis 2011 laufenden Vertrag für die Handball-Bundesliga bei seinem Jugendverein. Im November 2012 gab die SG Flensburg-Handewitt bekannt, dass Jacob Heinl seinen Vertrag bis 2016 verlängert hat. Mit Flensburg gewann er 2012 den Europapokal der Pokalsieger. Im DHB-Pokal unterlag er 2011, 2012, 2013 und 2014 im Endspiel. In der EHF Champions League 2013/14 erreichte er das Final Four in Köln, welches die SG Flensburg-Handewitt gewann. 2018 gewann er mit Flensburg die deutsche Meisterschaft. Anschließend schloss er sich dem dänischen Erstligisten Ribe-Esbjerg HH an. Nachdem sich Simon Hald Jensen im Oktober 2019 schwer verletzt hatte, kehrte Heinl zur SG Flensburg-Handewitt zurück. Im Sommer 2021 lief sein Vertrag aus, seitdem ist er vereinslos.
Im Dezember 2014 zog Heinl sich eine Infektion mit dem Coxsackie-Virus zu, die zu einer Entzündung des Iliosakralgelenks führte. Aufgrund der dadurch ausgelösten Rückenbeschwerden fiel er über ein Jahr aus. Am 14. Februar 2016 gab er im Champions-League-Spiel gegen den THW Kiel sein Comeback.

## Erfolge
- NOHV-Vizemeister in der B- und A-Jugend
- Sieger Europapokal der Pokalsieger 2011/12
- Champions-League-Sieger 2013/14
- DHB-Pokalsieger 2014/15
- Deutscher Meister 2017/18

## Auszeichnungen
- 2009: Flensburgs Sportler des Jahres[7]
- 2018: Berufung in die Flensburger Hall of Fame als Gründungsmitglied[8]

## Bundesligabilanz
| Saison    | Verein                 | Spielklasse    | Spiele | Tore | 7-Meter | Feldtore |
| --------- | ---------------------- | -------------- | ------ | ---- | ------- | -------- |
| 2006/07   | SG Flensburg-Handewitt | Bundesliga     | 1      | 0    | 0       | 0        |
| 2007/08   | SG Flensburg-Handewitt | Bundesliga     | 7      | 3    | 0       | 3        |
| 2008/09   | SG Flensburg-Handewitt | Bundesliga     | 33     | 31   | 0       | 31       |
| 2009/10   | SG Flensburg-Handewitt | Bundesliga     | 34     | 57   | 0       | 57       |
| 2010/11   | SG Flensburg-Handewitt | Bundesliga     | 34     | 80   | 0       | 80       |
| 2011/12   | SG Flensburg-Handewitt | Bundesliga     | 25     | 30   | 0       | 30       |
| 2012/13   | SG Flensburg-Handewitt | Bundesliga     | 34     | 31   | 0       | 31       |
| 2013/14   | SG Flensburg-Handewitt | Bundesliga     | 34     | 45   | 0       | 45       |
| 2014/15   | SG Flensburg-Handewitt | Bundesliga     | 15     | 32   | 0       | 32       |
| 2015/16   | SG Flensburg-Handewitt | Bundesliga     | 1      | 1    | 0       | 1        |
| 2016/17   | SG Flensburg-Handewitt | Bundesliga     | 25     | 24   | 0       | 24       |
| 2017/18   | SG Flensburg-Handewitt | Bundesliga     | 30     | 8    | 0       | 8        |
| 2018/19   | Ribe-Esbjerg HH        | Håndboldligaen | 25     | 14   | 0       | 14       |
| 2019/20   | SG Flensburg-Handewitt | Bundesliga     | 17     | 0    | 0       | 0        |
| 2020/21   | SG Flensburg-Handewitt | Bundesliga     | 11     | 1    | 0       | 1        |
| 2006–2021 | gesamt                 | Bundesliga     | 301    | 343  | 0       | 343      |
| 2018–2019 | gesamt                 | Håndboldligaen | 25     | 14   | 0       | 14       |
| 2006–2021 | gesamt                 | alle           | 326    | 357  | 0       | 357      |

Quelle: Statistik der Bundesliga und der Håndboldligaen